# Scandale
Scandale ist eine süditalienische Gemeinde in der Provinz Crotone, Region Kalabrien mit 2837 Einwohnern (Stand 31. Dezember 2023).
Der Ort liegt auf ca. 350 m Höhe ü. d. M.
Die Nachbargemeinden sind: Crotone, Cutro, Rocca di Neto, San Mauro Marchesato und Santa Severina.

## Städtepartnerschaften
St. Georgen im Schwarzwald (Deutschland), seit 1990

## Söhne und Töchter
- Luigi Antonio Cantafora (1943–2025), katholischer Geistlicher, Bischof von Lamezia Terme

## Weblinks

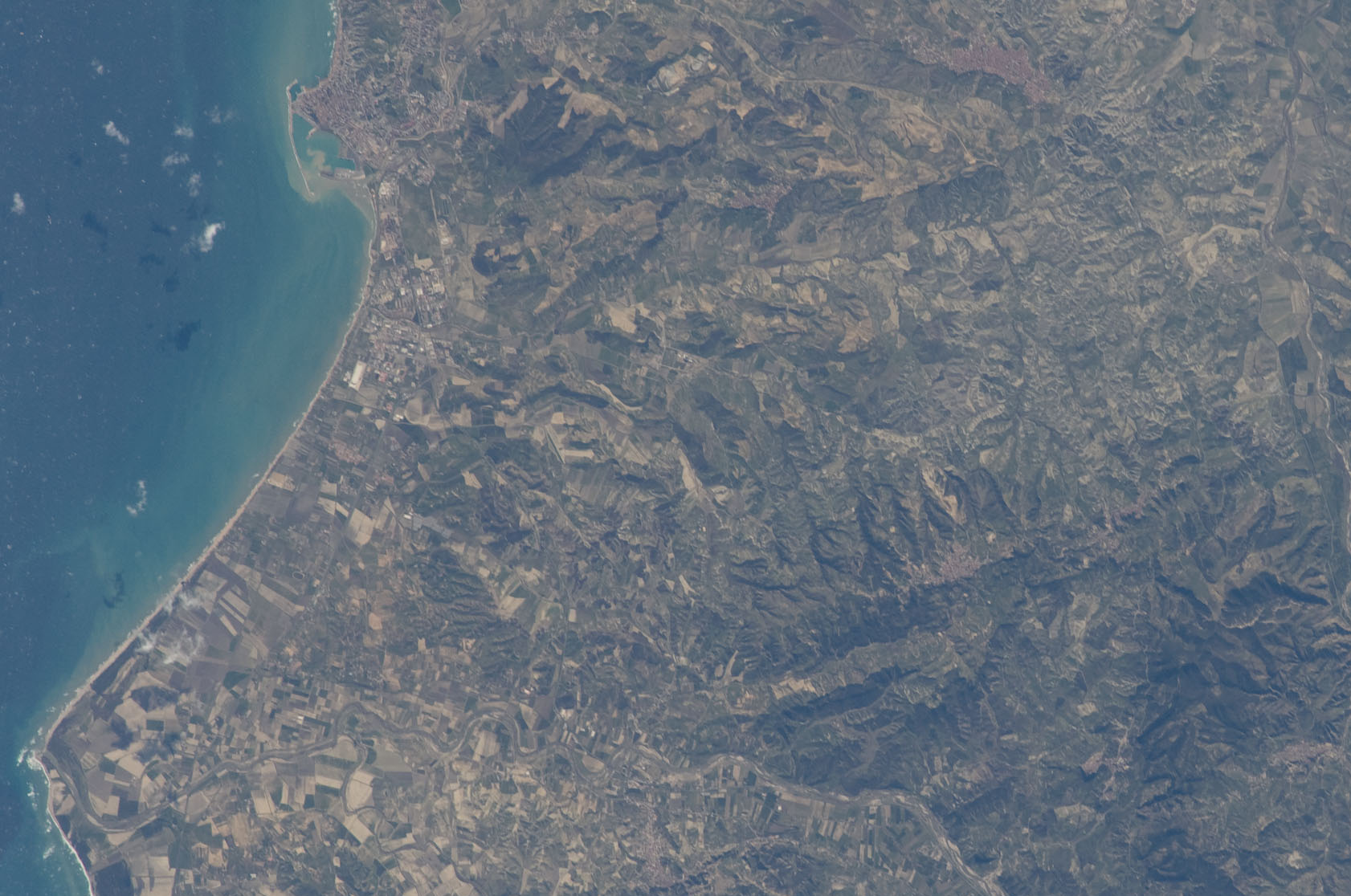
Hügelige Landschaft um Scandale mit Küste bei Crotone, dem Fluss Neto, Torrente Passovecchio und Santa Severina von oben gesehen